# SN 1996ck
SN 1996ck – supernowa typu Ia odkryta 17 marca 1996 roku w galaktyce A124835-0046. Jej maksymalna jasność wynosiła 23,08m.